# 陣内秀信
陣内 秀信（じんない ひでのぶ、1947年10月7日- ）は、日本の建築史家。専門は、イタリア建築・都市史。学位は、工学博士（東京大学）。法政大学名誉教授。
イスラム圏を含む地中海地域、東京の都市を研究し、その魅力やあり方を論じる。著書に『東京の空間人類学』(1985年)、『都市と人間』(1993年)、『イタリア海洋都市の精神』(2008年)など。

## 略歴
福岡県北九州市生まれ。1971年東京大学工学部建築学科卒業。1973年から1975年にかけてイタリア政府給費留学生としてヴェネツィア建築大学に留学、翌年にはユネスコのローマ・センターに留学した。
帰国後、1980年東京大学大学院工学系研究科博士課程単位取得退学。1983年、東京大学工学博士。
1980年、東京大学工学部助手、1982年法政大学工学部建築学科助教授を経て、1990年法政大学デザイン工学部建築学科教授、2007年法政大学デザイン工学部教授。この間、法政大学大学院エコ地域デザイン研究所長、法政大学エコ地域デザイン研究センター長、法政大学江戸東京研究センター長などを歴任し、2018年定年、名誉教授となる。特定非営利活動法人歴史建築保存再生研究所理事。中央区立郷土天文館（タイムドーム明石）館長。
イタリアを中心に、イスラム圏を含む地中海世界の都市研究・調査を行う。また、ヴェネツィアとの比較から江戸・（戦前の）東京が水の都であったことなどを論じた『東京の空間人類学』でサントリー学芸賞（社会・風俗部門）を受賞した。芸術・建築関連の雑誌での解説も多い。

## 著書

### 単著
- 『都市のルネサンス――イタリア建築の現在』（中央公論社、1978年）
- 『イタリア都市再生の論理』（鹿島出版会、1978年）
- 『東京の空間人類学』（筑摩書房、1985年／ちくま学芸文庫、1992年）

Tokyo, A Spatial Anthropology、translated by Kimiko Nishimura（University of California Press、1995）
- 『ヴェネツィア――都市のコンテクストを読む』（鹿島出版会、1986年）
- 『わたしの東京学』（日本経済評論社、1988年）
- 『都市を読む・イタリア』（法政大学出版局、1988年）
- 『東京キーワード図鑑』（筑摩書房、1989年）
- 『ヴェネツィア――水上の迷宮都市』（講談社現代新書、1992年）
- 『世界の都市の物語（12）東京』（文藝春秋、1992年／文春文庫、1999年）
- 『岩波市民大学人間の歴史を考える（6）都市と人間』（岩波書店、1993年）
- 『都市の地中海――光と海のトポスを訪ねて』（NTT出版、1995年）
- 『光と陰の迷宮案内――ヴェネツィア』（日本放送出版協会、1996年）
- 『南イタリアへ!――地中海都市と文化の旅』（講談社現代新書、1999年）
- 『イタリア小さなまちの底力』（講談社、2000年／講談社＋α文庫、2006年）
- 『イタリア都市と建築を読む』（講談社+α文庫、2001年）
- 『迷宮都市ヴェネツィアを歩く』（角川oneテーマ21、2004年）
- 『地中海世界の都市と住居』（山川出版社、2007年）
- 『興亡の世界史（8）イタリア海洋都市の精神』（講談社、2008年／講談社学術文庫、2018年）
- 『イタリアの街角から スローシティを歩く』弦書房 2010年
- 『イタリア都市の空間人類学』弦書房 2015年
- 『世界の水辺都市を巡る ヨーロッパ・アジア、そして日本』弦書房 FUKUOKA U ブックレット 2016年
- 『水都ヴェネツィア　その持続的発展の歴史』法政大学出版局 2017年
- 『水都東京　地形と歴史で読みとく下町・山の手・郊外』（ちくま新書、2020年）

### 共著
- （板倉文雄）『東京の町を読む――下谷・根岸の歴史的生活環境』（相模書房、1981年）
- （法政大学・東京のまち研究会）『江戸東京のみかた調べかた』（鹿島出版会、1989年）
- （法政大学・東京のまち研究会）『水辺都市――江戸東京のウォーターフロント探検』（朝日新聞社［朝日選書］、1989年）
- （饗庭孝男・山口昌男）『ヴェネツィア――栄光の都市国家』（東京書籍、1993年）
- （福井憲彦）『地中海都市周遊――カラー版』（中央公論新社［中公新書］、2000年）
- （太記祐一・中島智章・星和彦・横手義洋・渡辺真弓・渡辺道治）『図説西洋建築史』（彰国社、2005年）
- 『環境貢献都市東京のリ・デザイン 広域的な環境価値最大化を目指して』浅見泰司,中井検裕,山口幹幸,佐土原聡共編著 遠藤薫,井関和朗,今泉宜子,奥森清喜,河村茂,楠亀典之,齋藤智香子,祖父江光治,中川智之著 清文社 2010
- （三浦展）『中央線がなかったら 見えてくる東京の古層』（NTT出版、2012年)
- 『文明の基層 古代文明から持続的な都市社会を考える』長田俊樹,杉山三郎共著 大学出版部協会 2015

### 編著
- 『ビジュアルブック江戸東京（5）水の東京』（岩波書店、1993年）
- 『中国の水郷都市――蘇州と周辺の水の文化』（鹿島出版会、1993年）
- 『南イタリア都市の居住空間――アマルフィ、レッチェ、シャッカ、サルデーニャ』（中央公論美術出版、2005年）
- （法政大学陣内秀信研究室）『アンダルシアの都市と田園』（鹿島出版会、2013年）

### 共編著
- （宗田好史・土谷貞雄）『南イタリアの集落――生き続ける石の住まい』（学芸出版社、1989年）
- （内田芳明・三輪修三）『都市の意味するもの』（リブロポート、1990年）
- （朱自煊・高村雅彦）『北京――都市空間を読む』（鹿島出版会、1998年）
- （福井憲彦）『都市の破壊と再生――場の遺伝子を解読する』（相模書房、2000年）
- （中山繁信）『実測術――サーベイで都市を読む・建築を学ぶ』（学芸出版社、2001年）
- （岡本哲志）『水辺から都市を読む――舟運で栄えた港町』（法政大学出版局、2002年）
- （新井勇治）『イスラーム世界の都市空間』（法政大学出版局、2002年）
- （鳥越皓之・嘉田由紀子・沖大幹）『里川の可能性――利水・治水・守水を共有する』（新曜社、2006年）
- （三浦裕二・吉川勝秀）『舟運都市――水辺からの都市再生』（鹿島出版会、2008年）
- 『水の都市江戸・東京』法政大学陣内研究室共編 講談社 2013
- 『持続可能な未来の探求:「3.11」を超えて グローバリゼーションによる社会経済システム・文化変容とシステム・サステイナビリティ』河村哲二,仁科伸子共編著 御茶の水書房 2014
- 『ヴェネツィアのテリトーリオ 水の都を支える流域の文化』樋渡彩,法政大学陣内秀信研究室編 鹿島出版会 2016
- 『水都学』1-5 高村雅彦共編 法政大学出版局 2013-16

### 訳書
- 『建築ガイド（4）ヴェネツィア』（丸善、1992年）

## テレビ出演
- NHK人間講座「地中海都市のライフスタイル」（NHK教育、2001年6月～7月期）。
- ブラタモリ
  - 第1シリーズ 第5回 三田･麻布（NHK総合、2009年11月12日）
  - 第1シリーズ 第9回 品川（NHK総合、2009年12月10日）
  - 第3シリーズ 第8回 両国（NHK総合、2012年1月5日）
  - 第4シリーズ 第202回 東京湾〜海の玄関口・東京湾 原点は川にあり?〜（NHK総合、2022年5月14日）[2]